# 劉仕諤
劉仕諤（？—1397年），一作刘谔，浙江山阴人，明朝政治人物、探花。

## 生平
劉仕諤父为刘子华，以明经被举荐，授大兴同知，改青州推官。刘仕谔于洪武二十九年乡试中举。次年会试中试，廷试时被擢一甲第三。由于此科中北方学子无以登第，落榜举人们纷纷哗然抗议。朱元璋听闻后下诏，命翰林儒臣、前科状元张信复审，后维持原榜。后有传闻刘三吾与白信蹈到考官家叮嘱将最差的卷子进呈给皇上。朱元璋听后，命斩张信、白信蹈，刘三吾戍边。而劉仕諤因牵连被发配充军，后召回，降鸿胪寺司仪署丞。不久因御史弹劾被杀。